# More Scared: The House of Faith Years
More Scared: The House of Faith Years è una raccolta della punk band statunitense $wingin' Utter$ pubblicato nel 1996.

## Tracce
1. Strongman – 2:16
2. Reggae Gets Big in a Small Town – 1:57
3. Smoke Like a Girl – 2:35
4. Lazer Attack – 2:16
5. Politician – 3:02
6. Nine to Five – 1:28
7. Could You Lie? – 2:15
8. Mommy Mommy – 2:43
9. Scared – 2:31
10. No Eager Men – 2:59
11. Petty Wage – 1:54
12. Hello Charlatan – 2:47
13. Proven Song – 2:53
14. These Pretty Pleasures – 2:55
15. Mr. Norris – 3:01
16. Here We Are Nowhere – 0:57

## Formazione
- Johnny Bonnel - voce
- Max Huber - chitarra
- Greg McEntee - batteria
- Kevin Wickersham - basso
- Darius Koski - chitarra, voce